# Delaj
Delaj este un sat în comuna Podgorica, Muntenegru. Conform datelor de la recensământul din 2003, localitatea are 65 de locuitori (la recensământul din 1991 erau 137 de locuitori).

## Demografie
În satul Delaj locuiesc 46 de persoane adulte, iar vârsta medie a populației este de 36,2 de ani (33,3 la bărbați și 40,4 la femei). În localitate sunt 14 gospodării, iar numărul mediu de membri în gospodărie este de 4,64.
|  |

| Demografie | Demografie | Demografie |
| An         | Locuitori  | Locuitori  |
| ---------- | ---------- | ---------- |
|            |            |            |
|            |            |            |
|            |            |            |
|            |            |            |
| 1948       | 60         |            |
| 1953       | 67         |            |
| 1961       | 74         |            |
| 1971       | 122        |            |
| 1981       | 165        |            |
| 1991       | 137        | 118        |
| 2003       | 65         | 65         |

| \| Componența etnică conform recensământului din 2003[2] \| Componența etnică conform recensământului din 2003[2] \| Componența etnică conform recensământului din 2003[2] \| Componența etnică conform recensământului din 2003[2] \| Componența etnică conform recensământului din 2003[2] \| \| ----------------------------------------------------- \| ----------------------------------------------------- \| ----------------------------------------------------- \| ----------------------------------------------------- \| ----------------------------------------------------- \| \| \| \| \| \| \| \| Albanezi \| Albanezi \| \| 65 \| 100% \| \| necunoscută \| necunoscută \| \| 0 \| 0% \| |             |  |    |      |
| Componența etnică conform recensământului din 2003 |             |  |    |      |
| |             |  |    |      |
| Albanezi | Albanezi    |  | 65 | 100% |
| necunoscută | necunoscută |  | 0  | 0%   |